# Agrotis heydenreichii
Agrotis heydenreichii là một loài bướm đêm trong họ Noctuidae.